# Альбертіна Бранденбург-Шведтська
Софія Фредеріка Альбертіна Бранденбург-Шведтська (нім. Sophie Friederike Albertine von Brandenburg-Schwedt, 21 квітня 1712 — 7 вересня 1750) — маркграфиня Бранденбург-Шведтська та прусська принцеса з династії Гогенцоллернів, донька маркграфа Бранденбург-Шведтського й принца Прусського Альбрехта Фрідріха та курляндської принцеси Марії Доротеї, дружина князя Ангальт-Бернбурга Віктора II Фрідріха, матір князя Ангальт-Бернбурга Фрідріха Альбрехта.

## Біографія
Альбертіна народилась 21 квітня 1712 року в Берліні. Вона була шостою дитиною та третьою донькою в родині прусського принца Альбрехта Фрідріха, який носив також титул маркграфа Бранденбург-Шведтського, та його дружини Марії Доротеї Курляндської. Мала старших братів Карла Альбрехта та Фрідріха й сестер Софію та Луїзу Вільгельміну. Ще один брат помер у ранньому віці до її народження. За два роки сімейство поповнилося молодшим сином Фрідріхом Вільгельмом. 
Батько був гросмейстером Іоантіського ордену та обіймав посаду губернатора Задньої Померанії.
У 21-річному віці була видана заміж за 32-річного князя Ангальт-Бернбурга Віктора II Фрідріха. Весілля відбулося 22 травня 1733 року в Потсдамі. Для нареченого це був другий шлюб. Його перша дружина померла за кілька місяців перед цим, залишивши новонароджену доньку. У подружжя з'явилося п'ятеро спільних дітей. Чоловік полюбляв полювання, цікавився гірничою справою та металургією. Мешкало сімейство у Бернбурзькому замку. Літньою резиденцією був замок Балленштедт.
Альбертіна пішла з життя у 38-річному віці 7 вересня 1750 року в Бернбурзі. Похована на першому рівні князівської крипти замкової кірхи Бернбурга.
За два місяці після її смерті Віктор Фрідріх узяв морганатичний шлюб із Констанцією Шмідт.

## Родина
Чоловік — Віктор II Фрідріх
Діти:
- Фрідріх Альбрехт (1735—1796) — князь Ангальт-Бернбурга у 1765—1796 роках, був одруженим із Луїзою Шлезвіг-Гольштейн-Зондербург-Пльонською, мав двох дітей у шлюбі та позашлюбну доньку;
- Шарлотта Вільгельміна (1737—1777) — дружина князя Шварцбурга-Зондерсгаузена Крістіана Гюнтера III, мала шестеро дітей;
- Марія Кароліна (9—11 червня 1739) — прожила 2 дні;
- Фредеріка Августа (1744—1827) — дружина князя Ангальт-Цербста Фрідріха Августа, дітей не мала;
- Крістіна Єлизавета (1746—1823) — дружина принца Шварцбурга-Зондерсгаузена Августа II, мала шестеро дітей.